# Johann Olav Koss
Johann Olav Koss (Drammen, 29 de octubre de 1968) es un deportista noruego que compitió en patinaje de velocidad sobre hielo. 
Participó en dos Juegos Olímpicos de Invierno, obteniendo en total cinco medallas: oro y plata en Albertville 1992, en las pruebas de 1500 m y 10 000 m, y tres oros en Lillehammer 1994, en 1500 m, 5000 m y 10 000 m.
Ganó cinco medallas en el Campeonato Mundial de Patinaje de Velocidad sobre Hielo entre los años 1990 y 1994, y cuatro medallas en el Campeonato Europeo de Patinaje de Velocidad sobre Hielo entre los años 1991 y 1994.

## Biografía
Johann Olav Koss nació en Drammen, en el condado de Buskerud (Noruega). Johann Olav Koss se proclamó Campeón de Noruega Júnior en 1987, pero no pudo competir con los mejores patinadores del mundo en los Campeonatos del Mundo Júnior de 1986 y 1987. En 1988, debutó con los mayores en los Campeonatos del Mundo de Alma Ata, pero no logró clasificarse para la distancia final. Al año siguiente, terminó octavo en el mismo torneo (tras un decimoquinto puesto en los Campeonatos Europeos Allround), quedando segundo en los 1.500 m. Su consagración llegó en 1990, al ganar los Campeonatos Mundiales Allround en Innsbruck (Austria). En los cuatro años siguientes ganaría otros dos títulos mundiales (1991 y 1994), mientras que acabaría segundo en 1993 y tercero en 1992. Ganó el Campeonato de Europa Allround en 1991 y fue segundo en las tres ediciones siguientes. Koss sumó un total de veintitrés victorias en la Copa del Mundo, y ganó cuatro títulos mundiales absolutos (los 1.500 m en 1990 y 1991, y los 5.000/10.000 m combinados en 1991 y 1994).
Koss hizo su debut olímpico en los Juegos de Invierno de 1992, terminando séptimo en los 5.000 m, cinco días después de someterse a una operación debido a una inflamación del páncreas. Se recuperaría para ganar el oro en los 1.500 m (por sólo 0,04 segundos sobre su compatriota Ådne Søndrål) y la plata en los 10.000 m (por detrás del patinador holandés Bart Veldkamp).
En 1994, el último año de su carrera en el patinaje de velocidad, Koss también ganó fama fuera del mundo del patinaje de velocidad al ganar tres medallas de oro en los Juegos Olímpicos de Invierno de 1994 en su Noruega natal, ganando todas las carreras con nuevos récords mundiales, dos de los cuales permanecerían imbatidos hasta la era del patinaje de claqueta. Por su actuación, fue nombrado Deportista del Año en 1994 por la revista Sports Illustrated, junto con Bonnie Blair. Además, recibió el premio Oscar Mathisen en tres ocasiones: en 1990, 1991 y 1994.
Tras su carrera en el patinaje de velocidad, Koss se formó como médico en la Universidad de Queensland, en Australia. Fue embajador de UNICEF y miembro del Comité Olímpico Internacional (hasta 2002). Se casó con la empresaria y política canadiense Belinda Stronach el 31 de diciembre de 1999, pero se divorciaron en 2003.
En 2000, Koss fundó la Organización Humanitaria Internacional Right To Play, con sede en Canadá, que utiliza el deporte y el juego como herramienta para el desarrollo de niños y jóvenes en las zonas más desfavorecidas del mundo. La organización opera en más de 20 países, llega a más de un millón de niños cada semana y cuenta con el apoyo de más de 620 empleados en todo el mundo y más de 14.900 entrenadores voluntarios. En agosto de 2015, Koss pasó a desempeñar el papel de fundador de Right To Play, donde sigue muy activo en diversas iniciativas de recaudación de fondos y donde mantiene su puesto en la Junta Directiva Internacional.
Se casó con su segunda esposa, Jennifer Lee, en Nueva York el 23 de mayo de 2009. La amiga de Lee, Chelsea Clinton, fue una de las damas de honor. Lee se licenció en Harvard College, la Universidad de Oxford y la Harvard Business School, y fue violonchelista en la Juilliard School. Es nieta de Kim Chung Yul, ex primer ministro de Corea del Sur y Jefe de las Fuerzas Armadas coreanas durante la guerra de Corea. Es cofundadora de una empresa de venta al por menor llamada BRIKA, que vende productos de artesanos y fabricantes poco conocidos. Ha sido consultora de gestión y, más recientemente, inversora de capital privado en Ontario Teachers' Private Capital, en Toronto. Tienen cuatro hijos en común: Aksel, Annabelle, Andreas y Aleksander.[cita requerida]
En noviembre de 2009, después de que el estadounidense Peter Mueller fuera destituido como seleccionador de Noruega por un comentario inapropiado a una mujer del equipo, Koss fue nombrado seleccionador, a pesar de no tener experiencia previa como entrenador. El director deportivo de la asociación, Oystein Haugen, declaró a Reuters que Koss había sido una revelación a pesar de no tener experiencia previa como entrenador.
Koss completó su Executive MBA en la Joseph L. Rotman School of Management de la Universidad de Toronto (Canadá). Es doctor honoris causa por varias universidades: Brock University, University of Calgary, Vrije Universiteit Brussels y la Universidad de Agder en Noruega. El 1 de julio de 2015, Koss fue nombrado Miembro Honorario de la Orden de Canadá (CM).
En los Juegos Olímpicos de 2018, Koss fue incluido en el proyecto Olympians for Life por utilizar el deporte para hacer un mundo mejor.

## MOT, ayuda olímpica y derecho a jugar
Koss fue miembro del Comité Olímpico Internacional (COI) 1999–2002. En 1994, Koss fue uno de los fundadores del proyecto de calendario "Los mejores atletas noruegos contra las drogas", junto con su compañero de entrenamiento Atle Vårvik. En 1997, el trabajo se amplió y los amigos fundaron la organización MOT. Después de que Koss donara su prima olímpica de los 1.500 metros de Lillehammer a Olympic Aid, se implicó en el trabajo en favor de los niños pobres. Cuando Olympic Aid intervino, fundó y es presidente de la organización humanitaria Right To Play, y en los últimos años se ha dedicado a su funcionamiento. Koss dirigió Right To Play desde su casa en Canadá antes de volver a Noruega en 2019.
El 29 de marzo de 2011, El Rey nombró a Koss Caballero de 1.ª Clase de la Real Orden Noruega del Mérito "por su labor humanitaria internacional en favor de los niños y jóvenes en el deporte y el atletismo. " En 2015, fue nombrado miembro honorario de la Orden de Canadá por sus logros en el patinaje y por fundar Right to Play.
Koss fue de nuevo nominado a "Atleta del Año" por Sports Illustrated en 2011 por su trabajo con Right To Play.

## Palmarés internacional
| Juegos Olímpicos   | Juegos Olímpicos          | Juegos Olímpicos  | Juegos Olímpicos      |
| Año                | Lugar                     | Medalla           | Prueba                |
| ------------------ | ------------------------- | ----------------- | --------------------- |
| 1992               | Albertville (Francia)     | Medalla de oro    | 1500 m                |
| 1992               | Albertville (Francia)     | Medalla de plata  | 10 000 m              |
| 1994               | Lillehammer (Noruega)     | Medalla de oro    | 1500 m                |
| 1994               | Lillehammer (Noruega)     | Medalla de oro    | 5000 m                |
| 1994               | Lillehammer (Noruega)     | Medalla de oro    | 10 000 m              |
| Campeonato Mundial |                           |                   |                       |
| Año                | Lugar                     | Medalla           | Prueba                |
| 1990               | Innsbruck (Austria)       | Medalla de oro    | Clasificación general |
| 1991               | Heerenveen (Países Bajos) | Medalla de oro    | Clasificación general |
| 1992               | Calgary (Canadá)          | Medalla de bronce | Clasificación general |
| 1993               | Hamar (Noruega)           | Medalla de plata  | Clasificación general |
| 1994               | Gotemburgo (Suecia)       | Medalla de oro    | Clasificación general |
| Campeonato Europeo |                           |                   |                       |
| Año                | Lugar                     | Medalla           | Prueba                |
| 1991               | Sarajevo (Yugoslavia)     | Medalla de oro    | Clasificación general |
| 1992               | Heerenveen (Países Bajos) | Medalla de plata  | Clasificación general |
| 1993               | Heerenveen (Países Bajos) | Medalla de plata  | Clasificación general |
| 1994               | Hamar (Noruega)           | Medalla de plata  | Clasificación general |

## Récords

### Récords mundiales
Koss estableció diez récords mundiales de patinaje de velocidad:
| Evento                                                              | Hora     | Fecha                  | Lugar      |
| ------------------------------------------------------------------- | -------- | ---------------------- | ---------- |
| Récord del mundo progresión 3.000 m patinaje de velocidad masculino | 3.57,52  | 13 de marzo de 1990    | Heerenveen |
| Récord del mundo progresión 5.000 m patinaje velocidad masculino    | 6.41,73  | 9 de febrero de 1991   | Heerenveen |
| Récord del mundo progresión 10.000 m patinaje velocidad masculino   | 13.43,54 | 10 de febrero de 1991  | Heerenveen |
| Gran combinación                                                    | 157,396  | 10 de febrero de 1991  | Heerenveen |
| 5000 m                                                              | 6.38,77  | 22 de enero de 1993    | Heerenveen |
| 5000 m                                                              | 6.36,57  | 13 de marzo de 1993    | Heerenveen |
| 5000 m                                                              | 6.35,53  | 4 de diciembre de 1993 | Hamar      |
| 5000 m                                                              | 6.34,96  | 13 de febrero de 1994  | Hamar      |
| Récord del mundo progresión 1.500 m patinaje velocidad masculino    | 1.51,29  | 16 de febrero de 1994  | Hamar      |
| 10.000 m                                                            | 13.30,55 | 20 de febrero de 1994  | Hamar      |

Fuente: SpeedSkatingStats.com

### Récords personales
Para poner estos récords personales en perspectica la columna RM column lists the official world records on the dates that Koss skated his personal records.
| Evento   | Resultado | Fecha                 | Estadio    | RM       |
| -------- | --------- | --------------------- | ---------- | -------- |
| 500 m    | 37.98     | 7 de enero de 1994    | Hamar      | 35.92    |
| 1,000 m  | 1:14.9    | 10 de enero de 1993   | Hamar      | 1:12.58  |
| 1,500 m  | 1:51.29   | 16 de febrero de 1994 | Hamar      | 1:51.60  |
| 3,000 m  | 3:57.52   | 13 de marzo de 1990   | Heerenveen | 3:59.27  |
| 5,000 m  | 6:34.96   | 13 de febrero de 1994 | Hamar      | 6:35.53  |
| 10,000 m | 13:30.55  | 20 de febrero de 1994 | Hamar      | 13:43.54 |
| Samalog  | 157.257   | 9 de enero de 1994    | Hamar      | 156.882  |

Source: SpeedskatingResults.com
Koss fue el número uno en el Adelskalender, el ranking de patinaje de velocidad de todos los tiempos, durante un total de 1.998 días, divididos en tres períodos entre 1992 y 1997. Tiene una puntuación Adelskalender de 155.099 puntos.